# The Hills Have Eyes
The Hills Have Eyes je americký filmový horor Wese Cravena z roku 1977 o rodině na cestě, která uvázne v kalifornské poušti, kde je lovena skupinou deformovaných kanibalů z okolních kopců.
Film se dočkal v roce 2006 remaku Hory mají oči v režii Alexandra Aji.